# Vicente Guerrero, Sinaloa
Vicente Guerrero är en ort i Mexiko.   Den ligger i kommunen Guasave och delstaten Sinaloa, i den västra delen av landet, 1 200 km nordväst om huvudstaden Mexico City. Vicente Guerrero ligger 15 meter över havet och antalet invånare är 764.
Terrängen runt Vicente Guerrero är mycket platt. Runt Vicente Guerrero är det ganska tätbefolkat, med 100 invånare per kvadratkilometer. Närmaste större samhälle är Guasave, 13,7 km nordväst om Vicente Guerrero. Trakten runt Vicente Guerrero består till största delen av jordbruksmark.